# Bagnarola (Budrio)
Bagnarola (Bagnarôla in dialetto bolognese orientale) è una frazione del comune italiano di Budrio.

## Storia
Bagnarola è una località molto antica, abitata in passato da popolazioni etrusche, galliche e romane. Durante il medioevo e nei secoli XVI e XVIII, Bagnarola diventa un centro molto ricco. Le ville che vengono costruite a cavallo del 1700 e del 1800, su iniziativa dei nobili del luogo, sono tuttora considerate dei simboli del paese. All'epoca della loro costruzione, Bagnarola fu considerata la Versailles del Bolognese.

## Arte

### Le chiese

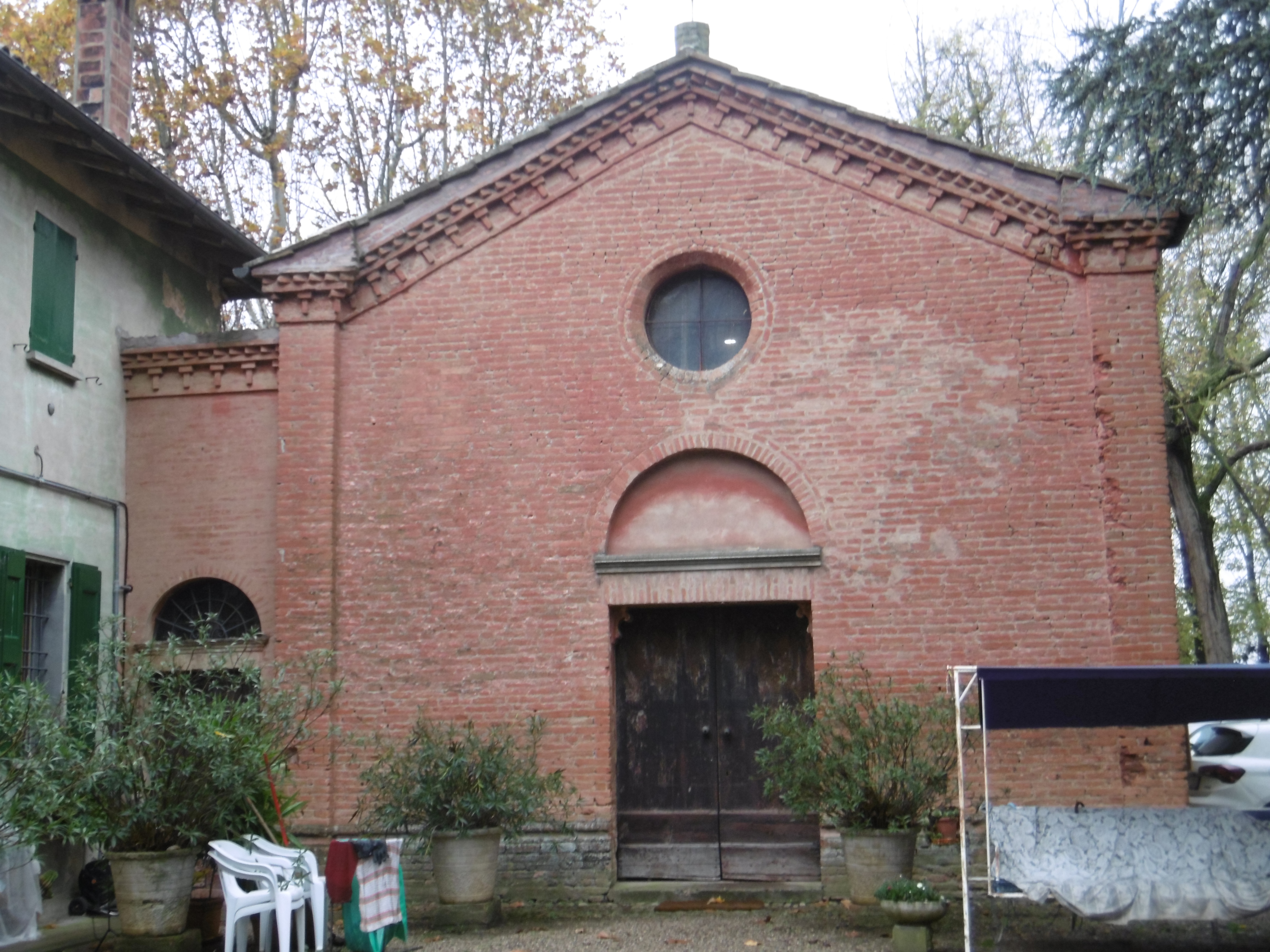
la chiesa dei Santi Pietro e Paolo di proprietà della Fraternità Sacerdotale San Pio X

La chiesa dei santi Giacomo e Biagio ospita un'opera di Elisabetta Sirani, una tela raffigurante la Madonna della Cintura.
La chiesa dei Santi Pietro e Paolo, in via Armiggia 5, risale al XIII secolo e al suo interno sono presenti affreschi cinquecenteschi.

### Le ville
Sono molto importanti le ville di Bagnarola, costruite tra il Cinquecento e il  Settecento:  il Castello dei Bentivoglio, Villa Ranuzzi Cospi. Furono costruiti anche un casino, risalente al 1623 (di Aurelio Malvezzi), e il teatro dei Bibiena, distrutto da un incendio nel XIX secolo; invece sono presenti i resti della Cappella di Sant'Anna e della ghiacciaia. Il complesso neoclassico più importante è il Floriano del 1737; da ricordare anche nei dintorni: villa Giulia, Palazzo Odorici e Villa Ranuzzi.

Villa Malvezzi Campeggi fotografata da Paolo Monti (1965)
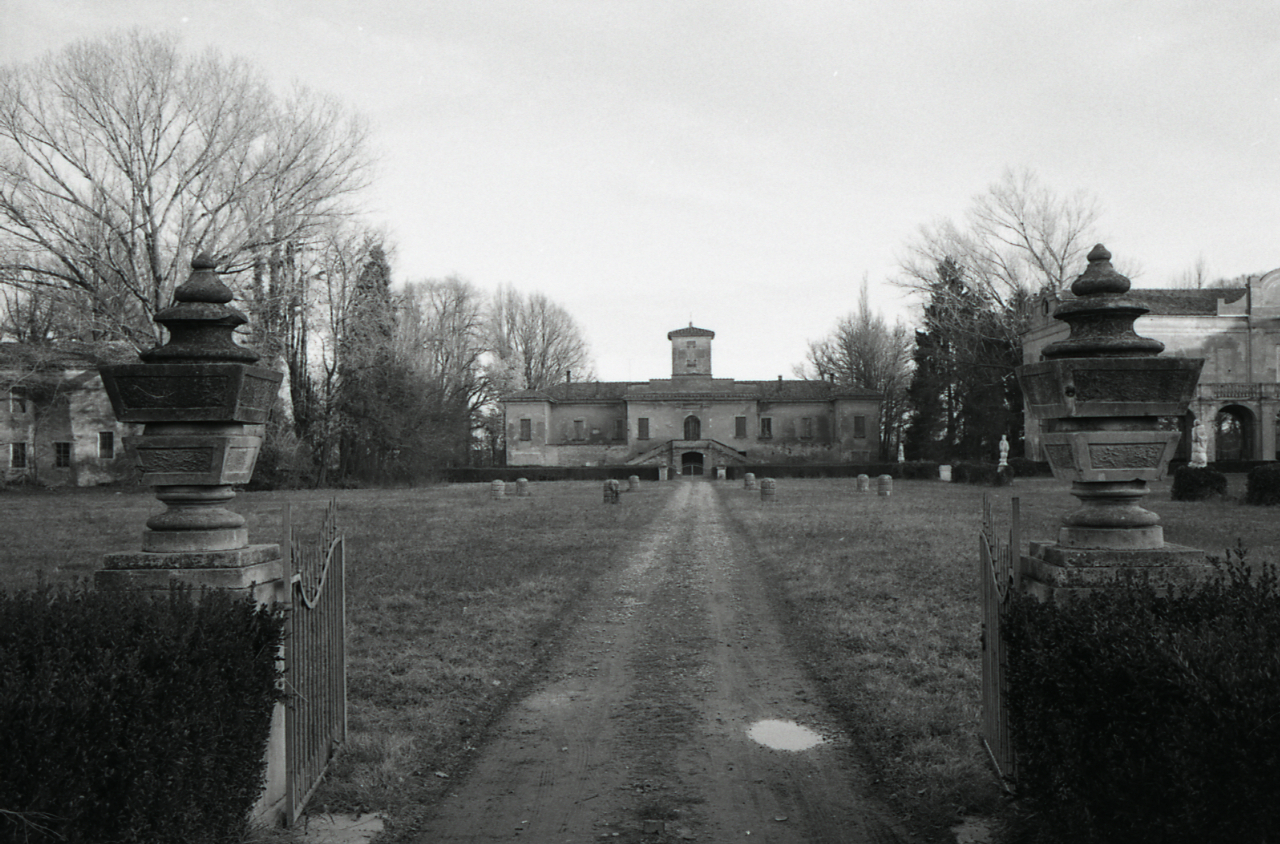
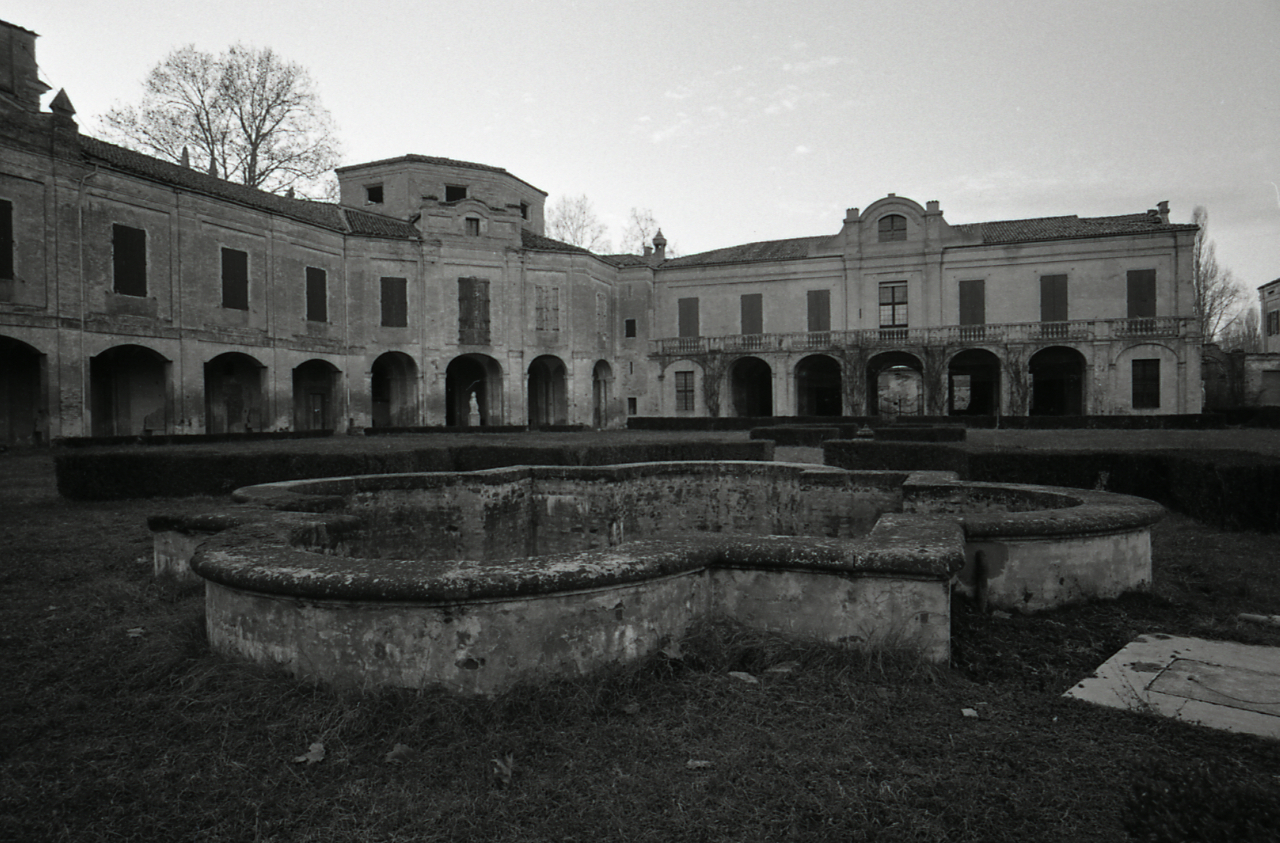
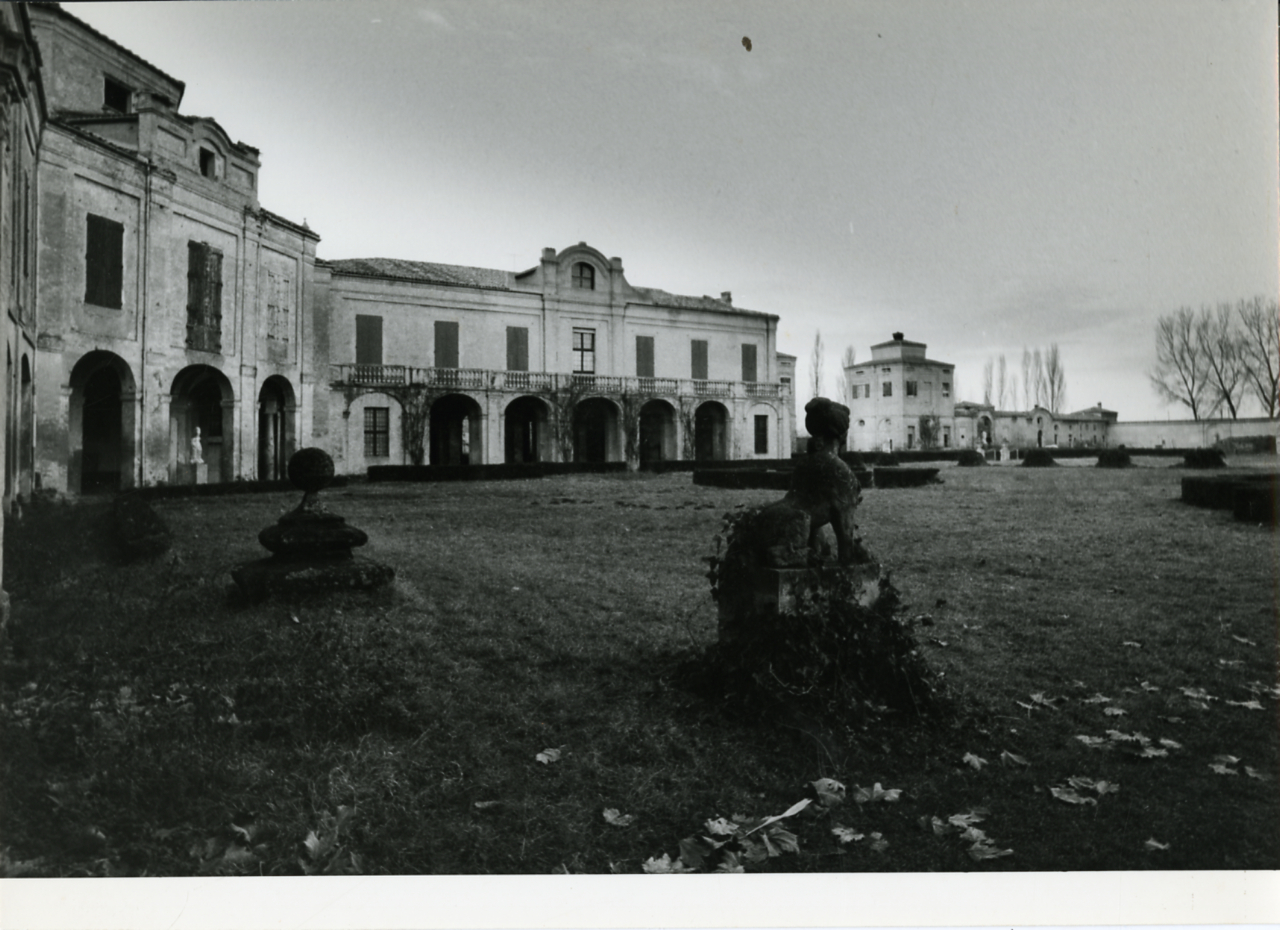
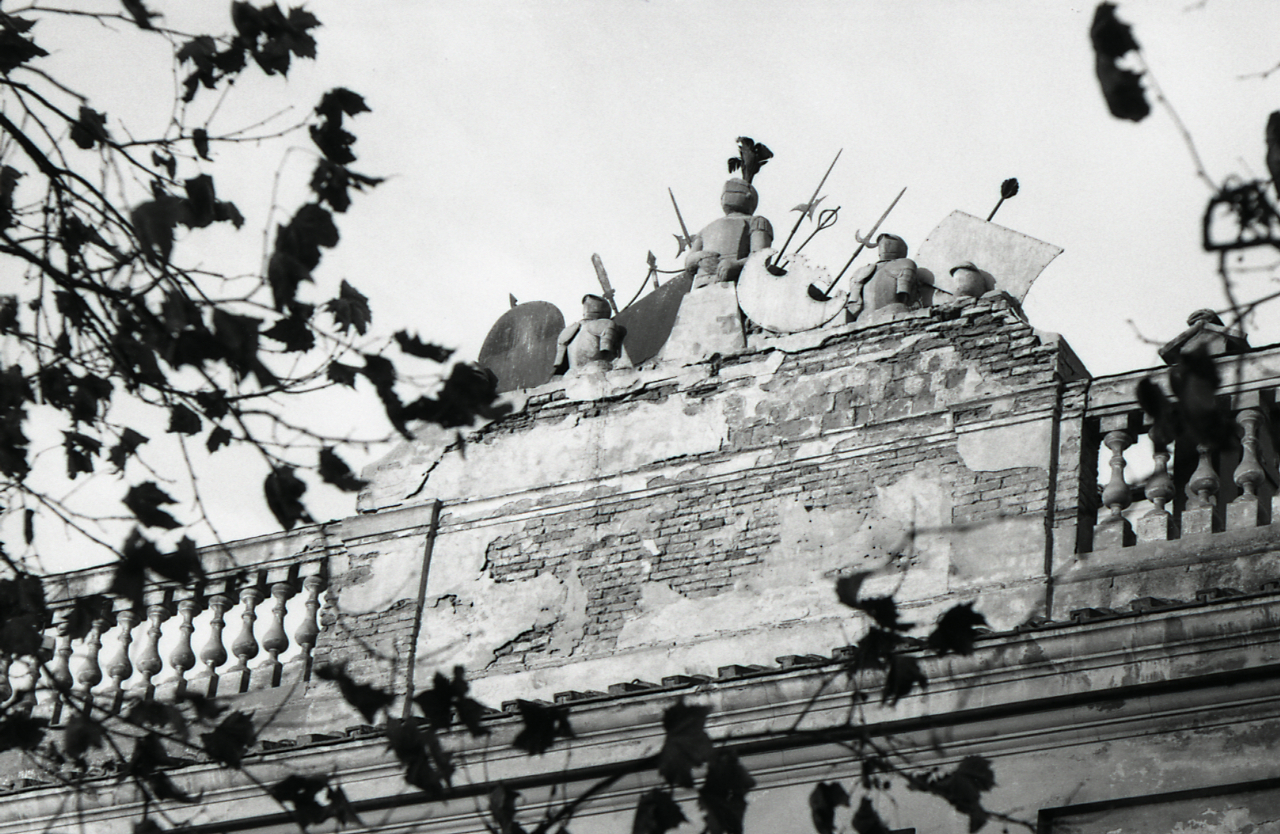

## Toponimo
La frazione deve il suo nome alla sua ricchezza di specchi d'acqua (era denominata infatti Balnearola). Spesso, l'abbondanza d'acqua generava terreni paludosi.